# مارين فليجر
Marinefliegerkommando هي سلاح الطيران البحري للبحرية الألمانية.

## التاريخ
خلال الحرب العالمية الأولى، كان الطيارون البحريون جزءًا من البحرية الإمبراطورية الألمانية. بين الحروب والطيران البحري، تم امتصاص Seeflieger من قبل جورينج لوفتفافه (اراد ورينج السيطرة على كل ما يطير في سماء ألمانيا) في عام 1935. كادت أن تظهر إلى الوجود عندما تم وضع حاملة الطائرات جراف زبلن في عام 1936، ولكن قلة الطائرات المناسبة، بالإضافة إلى تردد سلاح الجو الألماني في دعم كريغسمرينه في بناء فيلق يران خاص بها، بلغت ذروتها إلى الإلغاء النهائي لها في عام 1943 تم نقل عمليات الشحن إلى لوفتوافه بعد فترة وجيزة.
بعد الحرب العالمية الثانية، لم تكن (لم يتم إنشائها) حتى دخلت ألمانيا الغربية إلى حلف شمال الأطلسي في الخمسينات وإنشاء Bundesmarine، عندما تشكلت قوة الطيران البحرية (Marineflieger).
لعب البريطانيون دورًا كبيرًا في إنشاء طائرة مارين فلايغر، وتوفير التدريب والطائرات. عمل عدد من ضباط سلاح الجو الملكي البريطاني (FAA) كجزء من البحرية الألمانية في هذه العملية. أول طائرة شملت هوكر سي هوكس التي كانت تستخدم من قبل Marinefliegergeschwader 1. حتى تصنيح القواعد الجديدة جاهزة، تم تدريب الطيارين بإدارة الطيران الفيدرالية في المملكة المتحدة.

## الطائرات
كان مارين فلايجيركوماندو 2100 فرد في الخدمة الفعلية في عام 2012.  اعتبارا من عام 2019 ، تعمل 54 طائرة.

## المعرض

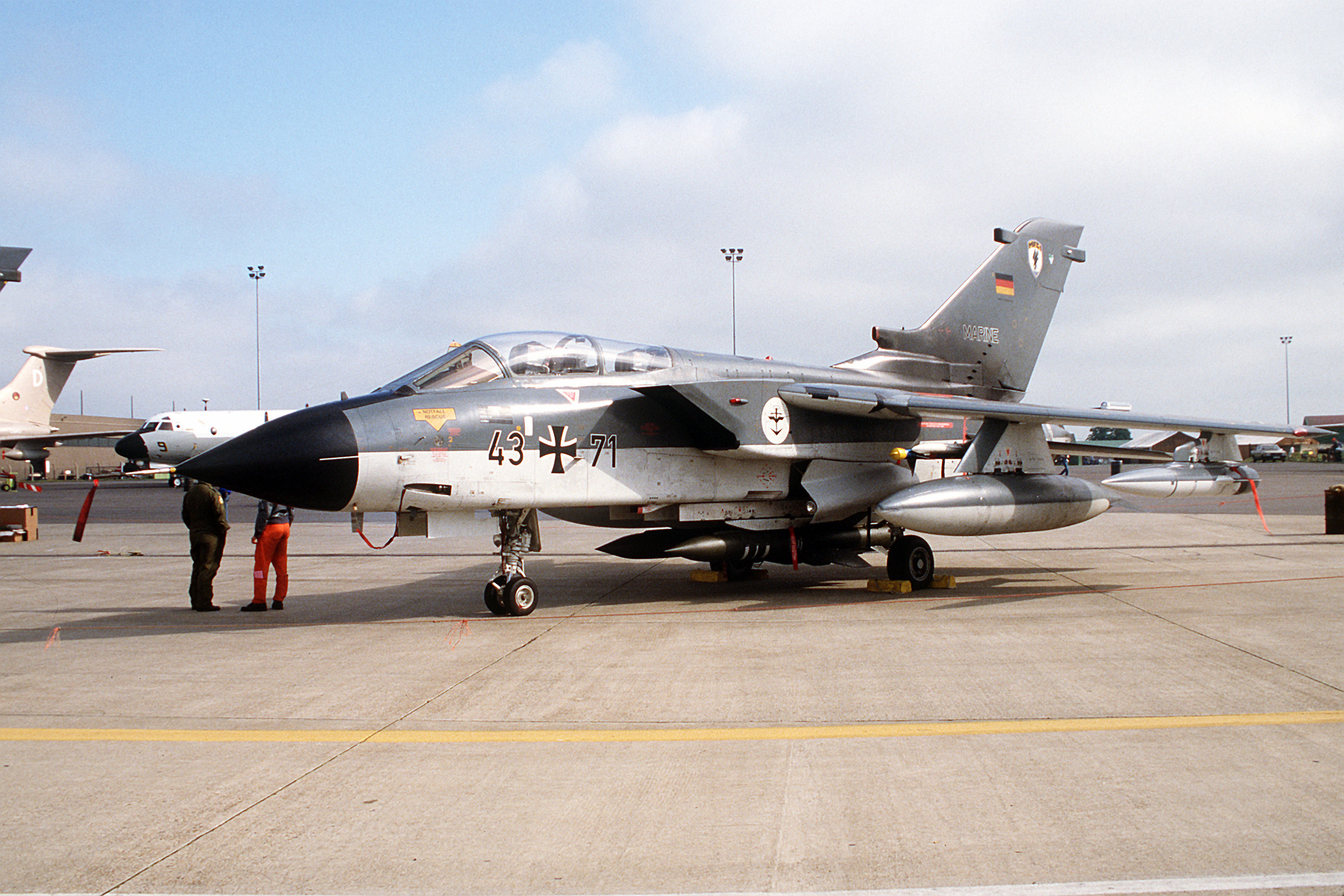
معرفات تورنادو في سلاح الجو الملكي البريطاني ميلدنهال في عام 1984
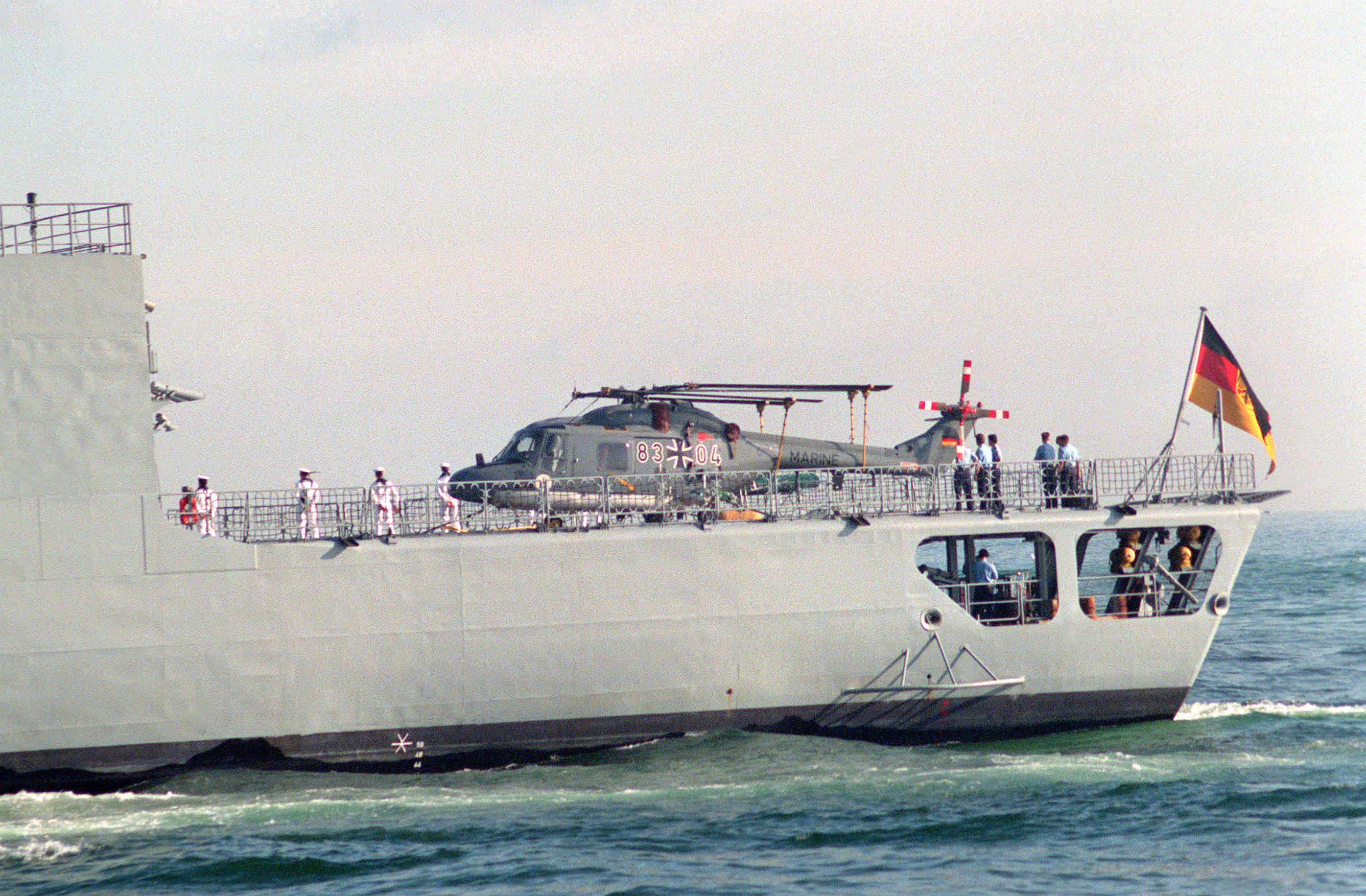
طائرة هليكوبتر من طراز Lynx على متن رحلة  [لغات أخرى]‏ فرقاطة ألمانية في عام 1993
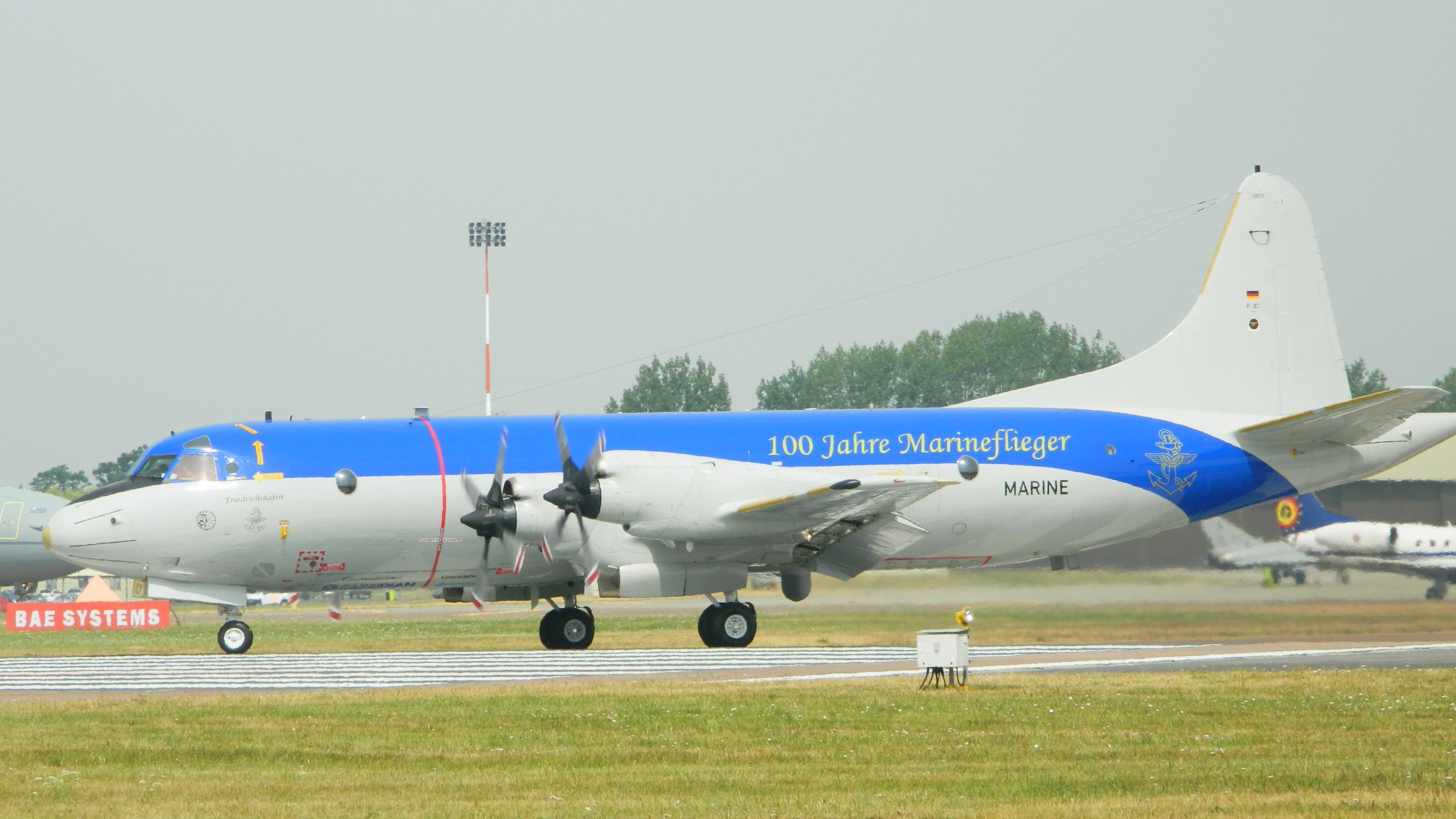
رسمت P-3 Orion مخططًا خاصًا للاحتفال بالذكرى 100 لميليني
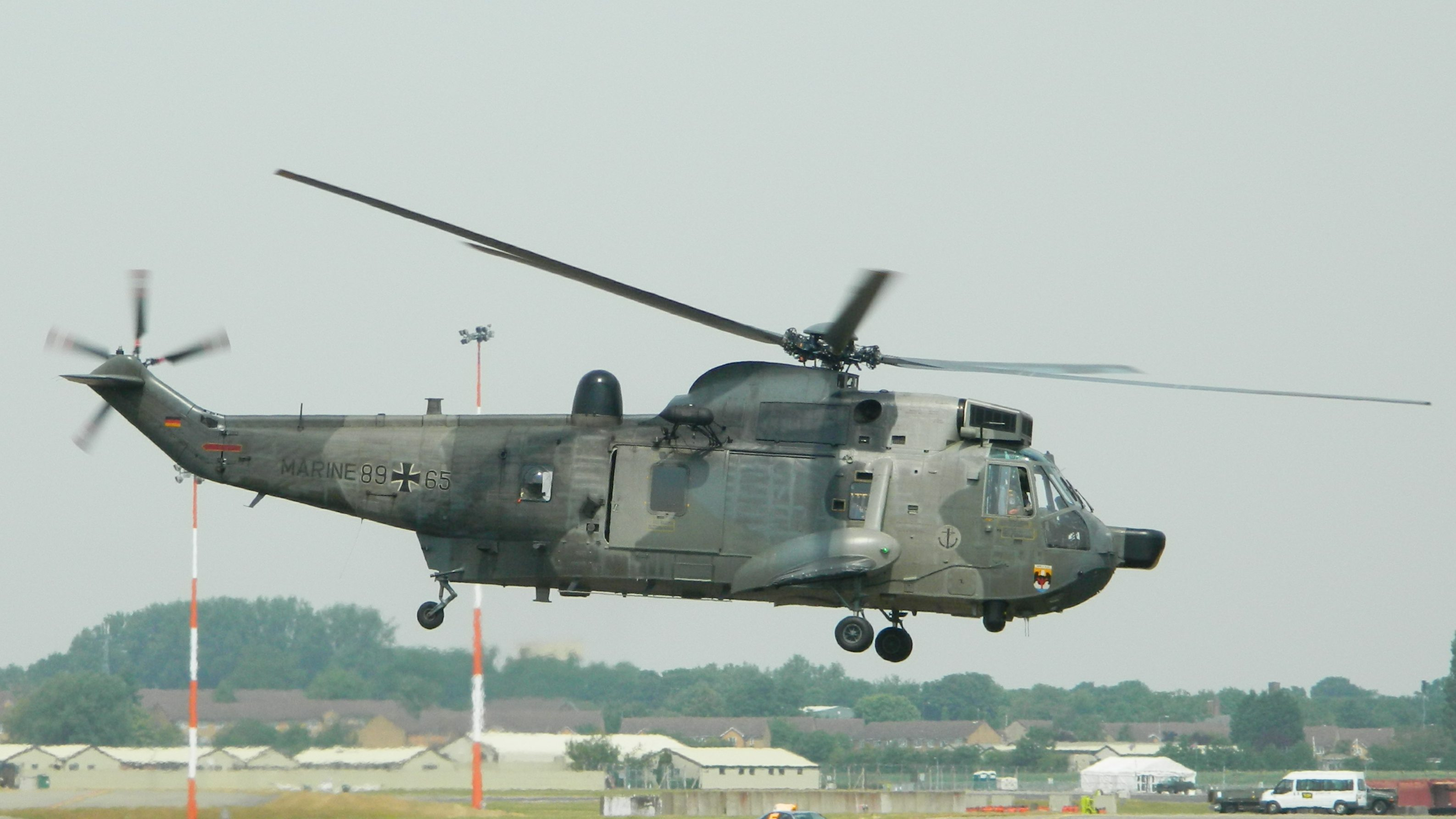
ملك البحر في ويستلاند في عام 2013
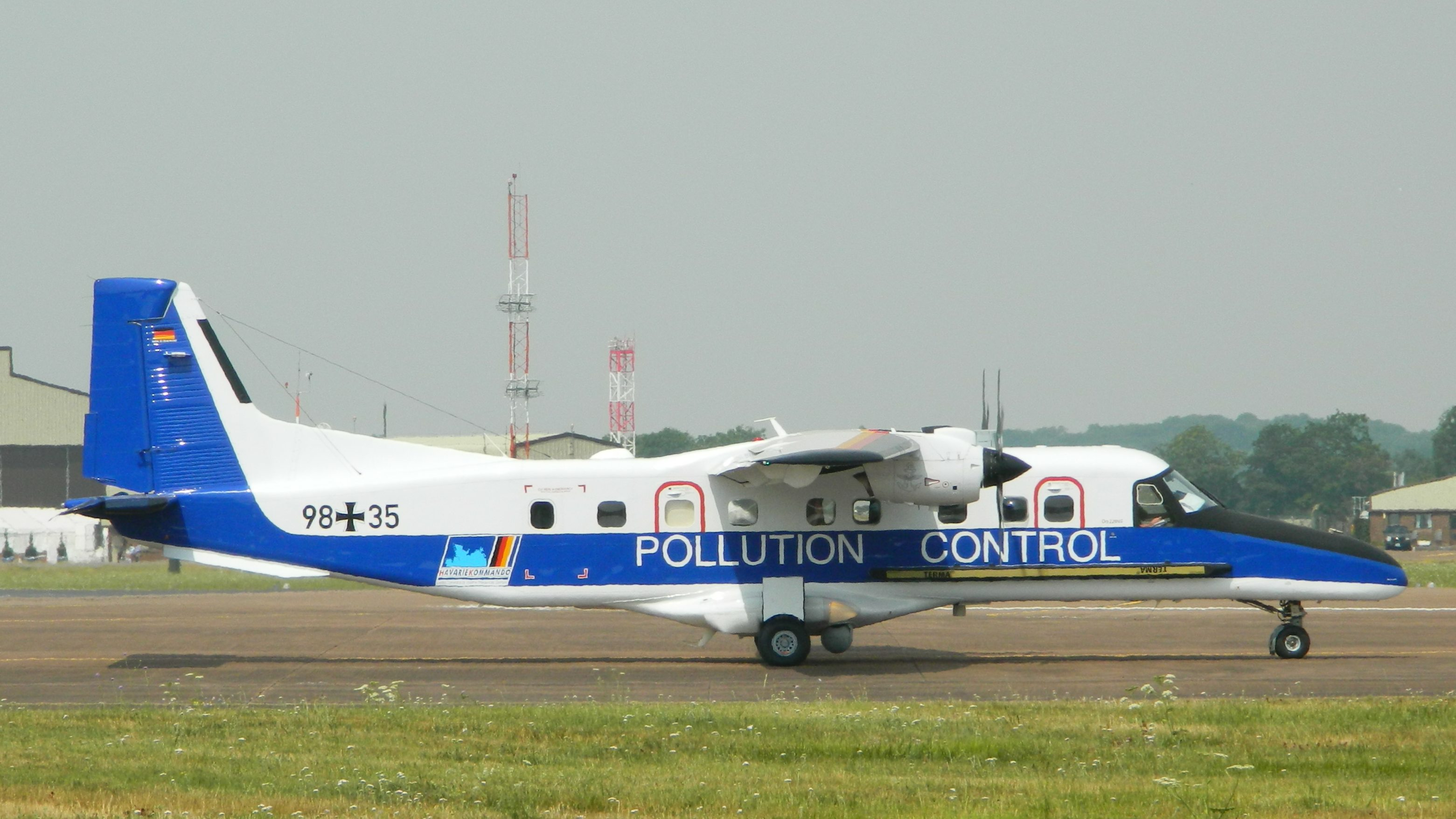
دورنر 228 في عام 2013